# ラディソン・ホテル・バンコク
ラディソン・ホテル・バンコク(Radisson Hotel Bangkok)は、タイの首都であるバンコク・フワイクワーン区にある高級ホテル。
2011年1月1日からカールソン・ホテルズ・ワールドワイド（現：カールソン・レジドール・ホテルズ）を離脱し、名称をGolden Tulip Sovereign Hotel Bangkokに変更した。

## 特徴
バンコクの中心部からやや離れたところに位置しているため、ホテル周辺には店がほとんどない。最寄り駅は地下鉄のラーマ9世駅(Phra Ram 9、พระราม 9)だが、駅からホテルまでの距離が約1.5kmあるため、移動はタクシーと無料のシャトルバスが中心となる。
世界中に展開しているラディソンだけあって、客室は一番下のグレードであるスーペリアキングで約37平方メートルと広く、レストランも充実していることもあり、パッケージツアーでの利用が多い。全室ともシャワーとバスタブが独立している。
ホテルのある場所が悪いからか1室1泊あたりの料金が約8500円(時期により変動あり)からとホテルのグレードが高い割りに安く、他のラディソンと比べてかなり割安に設定されている。
1995年開業、448室。

## 設備
- ロビーラウンジ(Lobby Lounge)　軽食
- コーヒーショップ(The Coffee Shop)　インターナショナル料理
- ベーカリー(The Bakery)　パン
- タブティム・サイアム・レストラン(Tubtim Siam Restaurant)　タイ料理
- 馥苑(Fook Yuan Restaurant)　中華料理
- 錦(Nishiki Restaurant)　日本料理
- ブラッキー・パブ(Blackie Pub)　酒
- プール　屋外に1か所

など